# Oktatási Minisztérium
Az Oktatási Minisztérium a minisztériumok egyike volt Magyarországon, két időszakban. Rövidítése: OM.

## A Magyar Népköztársaság idején
1974. június 24-én alakult meg az Oktatási Minisztérium, miután kettévált a Művelődésügyi Minisztérium.
Ez a minisztérium 1980. június 27-én szűnt meg, amikor összevonták a Kulturális Minisztériummal, Művelődési Minisztérium néven.

## A rendszerváltás után
A második Oktatási Minisztérium az első Orbán-kormány idején, 1998. július 8-án jött létre, az addigi Művelődési és Közoktatási Minisztérium kettéválasztása után. A Medgyessy-kormány és az első Gyurcsány-kormány idején ez volt a minisztérium neve, majd a második Gyurcsány-kormány hivatalba lépésével, 2006. június 9-ével megváltozott: az Oktatási Minisztérium és a Nemzeti Kulturális Örökség Minisztériuma egyesült, és létrejött az Oktatási és Kulturális Minisztérium.

## Oktatási miniszterek
- Pokorni Zoltán (Fidesz) 1998. július 8. – 2001. július 15.
- Pálinkás József (Fidesz) 2001. július 16. – 2002. május 27.
- Magyar Bálint (SZDSZ) 2002. május 27. – 2006. június 9.